# 政治学观点
《政治学观点》（Perspectives on Politics）是一份2003年起发行的同行评审学术期刊，由剑桥大学出版社为美国政治学会出版。该期刊每年出版4次，内容涵盖政治学的全部研究领域。据2016年发布的期刊引证报告指，《政治学观点》的影响因子为3.234，在165份政治科学类的期刊排名第8位。

## 资料来源
1. ↑  . . Web of Science Social Sciences. Thomson Reuters. 2017.

## 外部连结
- 官方网站